# 11112 Каньолі
11112 Каньолі (11112 Cagnoli) — астероїд головного поясу, відкритий 18 листопада 1995 року.
Тіссеранів параметр щодо Юпітера — 3,185.